# Felipillo

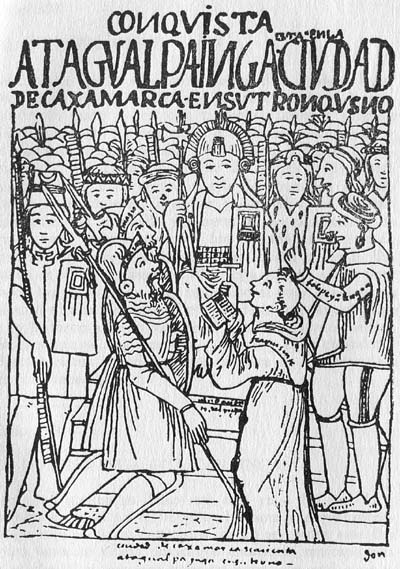
Nicht-zeitgenössische Darstellung: Vicente de Valverde befragt Atahualpas kurz vor dem Hinterhalt der Spanier, dabei Felipillo als Übersetzer. (Rechts, mit Nasenring, Name auf dem linken Arm) (Waman Puma de Ayala, Anfang des 17. Jahrhunderts)

Felipillo (auch Felipe) war ein Indio im 16. Jahrhundert, der als Dolmetscher die Konquistadoren Francisco Pizarro und Diego de Almagro auf verschiedenen Expeditionen nach Peru begleitete. Er spielte eine unklare Rolle bei Gefangenschaft und Tod des Inka Atahualpa und wurde später zum Landesverräter stilisiert.
Sein ursprünglicher Name ist nicht bekannt. Der Name Felipillo setzt sich aus dem spanischen Namen Felipe und der Verniedlichungsform -illo zusammen. Diese Namensbildung gegenüber Schwarzen und Indios kann im zeitgenössischen Kontext eher als Form der Infantilisierung denn als Zeichen der Zuneigung gelesen werden.

## Leben
Die zahlreichen konkurrierenden Angaben zu Felipillos Herkunft machen exemplarisch die schlechte Quellenlage deutlich (siehe auch Chroniken Perus).
Nach Agustín de Zárate aus dem Tal des Chira, nach Waman Puma de Ayala aus Huancavilca, nach Pedro Gutiérrez de Santa Clara (einem Chronisten der peruanischen Bürgerkriege, 1521?–1603) vom Volk der Tumbez, welche militärisch ihre Unabhängigkeit vom Inkareich gewahrt hatten, besiedelten Isla de Puná nördlich von Peru, für Gonzalo Fernández de Oviedo (Verwaltungsbeamter in Tierra Firme und Santo Domingo, königlicher Chronist, 1478–1557) traf ihn Almagro an der Küste Neukastiliens, für López de Gómara stammt er aus Poechos am Fluss Chira (Diese Region war bewohnt von den Tallán).
Er lernte in Túmbez Grundlagen des Quechua, diente als Jugendlicher 1523 Pizarro bei der Eroberung des Landes und folgte diesem nach Panamá und Spanien.
Ein 1527/28 geschriebener Augenzeugenbericht, der nach R. Porras Barrenechea (1897–1960) von Pizarros Sekretär Francisco de Xerez sein könnte, überliefert, Bartolomé Ruiz habe auf einer Erkundungsfahrt von der Mündung des Flusses San Juan beim späteren Buenaventura nach Süden im Auftrag Pizarros auf der Rückfahrt nördlich 3½' nördlicher Breite ein indianisches Boot mit etwa 20 Mann Besatzung aufgebracht. Von der Besatzung sei die Hälfte ins Meer geworfen, drei Personen als zukünftige Dolmetscher behalten und der Rest an der Küste ausgesetzt worden. Diese werden mit den späteren Dolmetschern Martinillo, Felipillo und Francisquillo in Verbindung gebracht. Über ihre Herkunft äußert sich der Autor wie folgt: „Sie stammten vermutlich aus einer Gegend namens Çalangane; die Menschen in diesem Landstrich stehen auf einer höheren Kulturstufe als die [sonstigen] Indios; sie sind sehr verständig und haben eine dem Arabischen ähnliche Sprache. Wahrscheinlich sind ihnen die Indios von Atacames und aus der Bucht von San Mateo […] untertan.“
Martinillo und Felipillo wurden mit anderen Anfang 1528 von Pizarro mitgenommen, als dieser mit einigen Lamas und einer Sammlung peruanischer Kostbarkeiten von Nombre de Dios an der Atlantikküste Panamas nach Spanien aufbrach, um Unterstützung für eine Peruexpedition zu sammeln.
In Spanien verbrachten die zukünftigen Übersetzer etwa zwei Jahre in einem speziellen Konvent und wurden über die spanische Sprache und Religion unterrichtet. Felipillo sprach vermutlich Spanisch weit besser als Quechua.
Er begleitete Pizarro 1530 auf den Ausfahrten von Panama zur Isla de Puná und nach Túmbez. Am 24. September 1532 brach er mit diesem von San Miguel de Piura ins Landesinnere von Peru auf, erreichte am 15. November Cajamarca. Nach Miguel Estete (Chronist, 1507–1550) war er es, der die Ansprache des Dominikaners Vicente de Valverde an Atahualpa übersetzte; nach Pedro Pizarro übersetzte jedoch Don Martinillo.

## Felipillos Rolle bei der Gefangenschaft und Verurteilung Atahualpas und Rezeption
Welchen Einfluss Felipillos Übersetzungstätigkeit auf das Ende Atahualpas genommen hat, bleibt unklar. Ausgehend von Gerüchten, seine verfälschten Übersetzungen hätten den Tod Atahualpas besiegelt, entwickelte sich die Figur Felipillo in Peru schnell zum Prototyp des Verräters.
Schon in den Zeugnissen von Chronisten des 16. Jahrhunderts, welche mit Augenzeugen gesprochen haben, jedoch nicht selbst dabei gewesen sind, wird Felipillo als „boshaft“ und „lügnerisch“ beschrieben (so zum Beispiel López de Gómara).
Nach der Aussage von Zárate hatte Felipillo in der Zeit, während Atahualpa in Cajamarca Gefangener Pizarros war, ein Liebesverhältnis zu einer von Atahualpas Frauen begonnen. Ein Sakrileg und eine Schande für den Inka, durch die er sich gedemütigt fühlte.
Atuahualpas Beschwerde darüber sei jedoch nicht entsprochen worden, da Pizarro auf Felipillo angewiesen war und Felipillo nur dem Beispiel einiger Spanier gefolgt sei. Auch war Felipillo möglicherweise Urheber des vom Augenzeugen Christóbal de Mena berichteten Gerüchts, Atahualpa plane einen Angriff auf das Lager, nachdem er von der geplanten Verschiffung des Goldes erfahren habe, welches mit der wohl von Felipillo übersetzten Befragung einiger indianischer Zeugen und den Spaniern als Vorwand für die Verurteilung Atahualpas zum Tode diente.
John Hemming erläutert, dass in den 1550er Jahren die ersten Conquistadoren zu glorreichen Helden stilisiert wurden. Die Ermordung Atahualpas, die weithin scharfe Kritik und Abscheu hervorgerufen hatte, passte nicht in dieses Bild. Die Geschichte von Felipillo als Verräter hingegen entlastete die Eroberer von moralischer Schuld und wurde gerne geglaubt.
Ein etwas positiveres Bild von Felipillo zeichnet Inca Garcilaso de la Vega, Sohn des spanischen Konquistadors Sebastián Garcilaso de la Vega und der Inkaprinzessin Chimpu Ocllo, der Zugang zu guten mündlichen Überlieferungen durch seine Verwandten hatte. Er streicht die Rolle Felipillos als Vermittler zwischen indianischer und spanischer Seite heraus und betont, dass christliche Begriffe wie Heiliger Geist, Glaube, Sakrament keine Entsprechung im Quechua haben. Garcilaso erklärt, dass Atahualpa mehrere Sprachen beherrschte und, weil Felipillos Quechua nicht ausreichte, mit Felipillo in einer Sprache sprach, die dieser besser verstand.
In der Erzählung Das Gold von Caxamalca von 1923, für die Jakob Wassermann als Vorlage die History of the Conquest of Peru von William Hickling Prescott verwendet hat, wird Felipillo schließlich – im Einklang mit der Vorlage – zur literarischen Gestalt des verschlagenen Abtrünnigen, dessen Egoismus den Spaniern den Justizmord an Atahualpa erst ermöglicht.
In der Einschätzung Felipillos gibt es Parallelen zur Aztekin Malinche, die für Hernán Cortés dolmetschte und oft als Verräterin der Ureinwohner dargestellt wird.

## Tod
Der Mönch Pedro Ruiz de Naharro berichtet in seiner Chronik Relación sumaria de la entrada de los españoles en el Peru… aus dem 17. Jahrhundert, Felipillo sei später durch Diego de Almagro auf dessen Expedition nach Chile getötet worden, nachdem er die lokale Bevölkerung vor den hemmungslos plündernden Spaniern gewarnt habe und in einer Befragung die Verfälschung von für Atahualpa sprechenden Zeugenaussagen gestanden habe.